# ISO 13567
ISO 13567 è uno standard internazionale per la redazione dei layer in ambiente CAD nel campo delle costruzioni (architettura e ingegneria).

## Parti di cui si compone lo standard
Lo standard è formato da 3 parti:
- ISO 13567-1:1998
  - Technical product documentation—Organization and naming of layers for CAD—Part 1: Overview and principles
- ISO 13567-2:1998
  - Technical product documentation—Organization and naming of layers for CAD—Part 2: Concepts, format and codes used in construction documentation
- ISO/TR 13567-3:1999
  - Technical product documentation—Organization and naming of layers for CAD—Part 3: Application of ISO 13567-1 and ISO 13567-2

Lo standard è stato sviluppato dalla Commissione Tecnica TC 10 (Technical product documentation) Sottocommissione SC 8 (Construction documentation); Rif. ICS: 01.110; 35.240.10.

## Struttura della denominazione dei layer
I nomi layer nel CAD sono strutturati come una successione di campi obbligatori e facoltativi, di lunghezza fissa, composti in una stringa di testo alfanumerica.

## Applicazioni

### Lunghezza risultante
In pratica, l'applicazione dei campi della norma ISO 13567 può determinare denominazioni corte (uso dei soli campi obbligatori) o denominazioni più lunghe (uso di alcuni o tutti i campi facoltativi in progetti complessi).

### Esempi di codifiche corte
A-B374—T-agente Architetto, elemento finestra per copertura (lucernario) in SfB, presentazione testo
A-B374—E-agente Architetto, elemento finestra per copertura (lucernario) in SfB, presentazione elemento grafico
Altri
- A-374---T-
- A-24—__D-

### Esempi di codifiche lunghe
A-37420-T2N01B113B23proagente Architetto, elemento finestra per copertura (lucernario) in SfB, presentazione testo n.2, Nuova realizzazione, piano 01, blocco B1, fase 1, proiezione 3D, scala 1:5(B), pacchetto di lavoro 23 e campo definito dall'utente "pro"
A-G25---D-Ragente Architetto, elemento Muro in Uniclass, presentazione Dimensioni, stato Esistente da rimuovere
Altri
- A-2441__D-N01AB1
- A-37420-T2N01B113B23pro
- T-811---E-N----30F—DESCRIPTION_OF_LAYER
- E-63----E-N----30G—ELECTRICAL_EQUIPMENT
- A1645---Z-O----1-A72DESCRIPTION_OF_LAYER
- A-DUCTS-E-N02C------P281
- F-5821ABE-N-I--13C23USER
- A-144001M-----